# Altopiano di Leonessa
L'Altopiano di Leonessa (detto anche Altopiano di Cascia-Leonessa) è un altopiano di medie dimensioni, situato nell'Appennino centrale (Appennino abruzzese), nel Lazio settentrionale-orientale, nel nord della provincia di Rieti, a nord del Monte Terminillo e del centro abitato di Leonessa e la Vallonina, ad una quota di circa 900 m s.l.m. estendendosi fin verso i confini con l'Umbria a nord con il territorio del comune di Monteleone di Spoleto e Cascia. A forma di U con lunghezza massima di 17 km e larghezza massima 4 km, dominato dal Monte di Cambio e dal Monte Tilia, l'altopiano racchiude tutte le frazioni del comune di Leonessa, è famoso per la coltivazione della patata di Leonessa ed è raggiungibile da ovest da Cantalice-Rivodutri-Morro Reatino, attraverso la Strada statale 521 di Morro, da est da Posta e da nord da Cascia e Monteleone di Spoleto, attraverso la Strada statale 471 di Leonessa.